# Углерод (посёлок)
Углеро́д — посёлок при станции в Прокопьевском районе Кемеровской области. Входит в состав Трудармейского сельского поселения.

## География
Центральная часть населённого пункта расположена на высоте 327 м над уровнем моря.

## Население
| 2010 |
| ---- |
| 100  |

### Половой состав
По данным Всероссийской переписи населения 2010 года, в посёлке при станции Углерод проживало 100 человек (50 мужчин, 50 женщин).